# Sørumbåden
Sørumbåten eller Bingenbåden er en omkring 9,8 meter lang norsk stammebåd, som blev fundet i Sørum kommune i Akershus. Den er dateret til ca. år 170 Fvt.: førromersk jernalder.
Båden, som blev fundet i Glomma ved udløbet af Rømua neden for Bingsfossen, blev udhulet med jernøkse af en ca. 11 m lang egestamme og kunne bære tolv mand med håndvåben. Sørumbåten er en af de ældste både, der er fundet i Norge. Den har været udstillet på Norsk Maritimt Museum i Oslo siden maj 2005. Der er fremstillet en rekonstruktion af båden, som befinder på Fetsund Lenser i Glomma.